# Satakunta (province historique)
Le Satakunta est le nom d'une province historique du sud-ouest de la Finlande, ayant existé entre le XIIe siècle et 1649. C'est aussi le nom d'une région contemporaine qui s'étend sur un territoire un peu plus réduit (voir Satakunta).

## Histoire
La région est habitée peu après le retrait des glaciers de la dernière glaciation (cf tumuli de Sammallahdenmäki). En 500 av. J.-C., le rivage du Golfe de Botnie est environ en retrait de 35 km par rapport à sa localisation actuelle. Le retrait a été depuis très marqué, la croûte terrestre remontant d'environ 30 cm par siècle sous l'effet de l'isostasie. La côte est colonisée par les Suédois dès le XIIe siècle. Pori est fondée en 1558 à l'embouchure de la Kokemäenjoki. Tout juste 50 ans plus tard, malgré les incendies, elle devient pendant une courte période la 3e ville la plus peuplée de Finlande. À cette époque la province de Satakunta s'étend non seulement sur la région actuelle mais aussi sur l'essentiel du Pirkanmaa (beaucoup moins peuplé). En 1649, la province est regroupée avec celle de Turku, puis un peu plus tard les franges orientales sont rattachées au Häme. À l'époque moderne, elle fait partie jusqu'à la réforme de 1997 du Turun ja Porin lääni (province de Turku et Pori). Le redécoupage en régions et provinces et la scission avec la Finlande du Sud-Ouest (Varsinais-Suomi) ressuscite l'ancien nom de Satakunta.